# Angelo da Gualdo Tadino
Angelo da Gualdo Tadino o da Casale (Casale di Gualdo Tadino, 1270 – Gualdo Tadino, 15 gennaio 1324) è stato un monaco cristiano italiano, venerato dalla Chiesa cattolica come beato, compatrono della città di Gualdo Tadino assieme a San Michele Arcangelo.

## Agiografia
Angelo nasce a Casale, una piccola frazione in mezzo alle campagne gualdesi, da Ventura e Chiara, umili contadini. Rimane molto presto orfano di padre e quindi la madre è costretta a lavorare molto per mandare avanti il piccolo nucleo familiare. Il giovane ragazzo già di animo dolce e altruista si preoccupa dei ragazzi più poveri di lui per i quali rinuncia al suo pane per sfamarli.
La leggenda racconta che un giorno, dopo un acceso diverbio con la madre, perché il ragazzo sottraeva il pane da casa per darlo ai poveri, Angelo la maledice ed esce di casa per andare a lavorare nei campi. La sera, di ritorno dai campi, sente le campane della chiesa suonare a morto, corre in casa e trova la madre che giace morta sul letto. 
Questo episodio cambia la vita del giovane Angelo, sopraffatto dal rimorso, sentendosi responsabile di ciò che era capitato alla madre, decide di partire come pellegrino verso il monastero di San Giacomo, in Spagna. Di ritorno dal lungo viaggio decide di farsi monaco nella vicina Abbazia di San Benedetto a Gualdo Tadino, dove resterà per qualche tempo. Presto però sente l'esigenza di vivere in stretto contatto con Dio ed ottiene il permesso di condurre una vita eremitica presso l'eremo detto di Capodacqua dove resterà fino alla morte. Il 15 gennaio 1324, mentre le campane dell'abbazia di San Benedetto suonavano da sole, Angelo venne trovato morto. Si racconta che al passaggio della salma di Angelo, lungo la strada che conduceva al convento di San Benedetto, le siepi di biancospino e i campi di lino fiorirono miracolosamente.

## Culto
Il Martirologio romano fissa la memoria liturgica il 15 gennaio.
Al beato Angelo sono attribuiti numerosi miracoli, come la guarigione di un indemoniato sulla piazza della città, durante i funerali di Angelo. Il suo ausilio durante l'incursione dei Cappelletti, bande mercenarie slave, a Gualdo nel 1556. Il miracolo delle ciliegie nell'inverno del 1306, che salvò un cittadino di Gualdo condannato a morte. Ma il più noto, che ancora oggi si ripete, è la prodigiosa fioritura delle siepi di biancospino che la notte del 14 gennaio si coprono di numerosi germogli nonostante le basse temperature della stagione invernale, ciò avviene lungo il percorso effettuato dal feretro del beato durante i funerali, dall'eremo dei cappuccini a Capodacqua, fino al rione Biancospino. Percorso lungo il quale ogni anno i giovani organizzano una fiaccolata.

## Il Beato Angelo nell'arte

### Nei musical
- 2024: Ali d'Angelo, di Andrea Fiorentini e Lorenzo Evangelisti, con le musiche di Giampaolo Cavalieri.